# Công thức nội suy Whittaker-Shannon
Công thức nội suy Whittaker-Shannon hay sinc interpolation là một phương pháp để tái tạo lại một tín hiệu liên tục có băng thông giới hạn từ một tập hợp các mẫu cách đều nhau.

## Định nghĩa
Công thức nội suy được biết đến đầu tiên trong những nghiên cứu của E. Borel năm 1898, và E.T. Whittaker vào năm 1915, và được trích dẫn từ nghiên cứu của J.M. Whittaker vào năm 1935, và trong việc nghiên cứu xây dựng định lý lấy mẫu Nyquist–Shannon của Claude Shannon vào năm 1949. Nó cũng thường được gọi là công thức nội suy Shannon và công thức nội suy Whittaker.
Theo định lý lấy mẫu, với những điều kiện nhất định thì một hàm số x(t) có thể được tái lập hoàn toàn bằng những mẫu của nó x[n] = x(nT), bằng công thức nội suy Whittaker–Shannon:
{\displaystyle x(t)=\sum _{n=-\infty }^{\infty }x[n]\cdot {\rm {sinc}}\left({\frac {t-nT}{T}}\right)\,}
Với T = 1/fs là chu kỳ lấy mẫu, fs là tần số lấy mẫu, và sinc(x) là hàm sinc.

## Điều kiện

Nếu hàm số x(t) có băng thông giới hạn (bandlimited) và tần số lấy mẫu đủ lớn thì công thức nội suy trên đảm bảo có thể tái tạo lại tín hiệu một cách chính xác. Cụ thể, nếu có tồn tại một số B ≥ 0, mà:
1. Hàm số x(t) bị giới hạn băng thông đến B, có nghĩa là, nó có một biến đổi Fourier {\displaystyle \scriptstyle {\mathcal {F}}\{x(t)\}=X(f)=0\ } với |f| > B; và
2. Tần số lấy mẫu, fs, lớn hơn tỷ lệ Nyquist, gấp đôi băng thông: fs > 2B.

Tương đương:
{\displaystyle T<{\frac {1}{2B}};}
Sau đó, công thức nội suy sẽ tái tạo chính xác lại tín hiệu x (t) ban đầu từ các mẫu của nó. Nếu không, hiện tượng răng cưa có thể xảy ra, tức là các tần số cao hơn fs/2 có thể là bị tái lập sai.